# Tradeinn
Tradeinn es un ecommerce español especializado en comercio electrónico de material deportivo. Fue fundado en 1997 como Scubastore y reconvertido en Tradeinn en 2009. Tiene su sede central en Celrà (Girona, Cataluña) y opera una decena de tiendas online verticales que venden más de 3,5 millones de productos y 12 500 marcas en 18 disciplinas deportivas, distribuidos en más de 190 países.

### Historia y evolución
Tradeinn tiene su origen en Scubastore, una tienda online especializada en submarinismo fundada en 1997. Fue uno de los primeros proyectos de comercio electrónico deportivo en España. En 2008, el empresario catalán David Martín se incorporó al negocio, adquirió la mayoría del capital y lideró una transformación estratégica hacia un modelo de marketplace multivertical.
En 2009 se constituyó formalmente el grupo Tradeinn, que para entonces ya operaba varias tiendas verticales: Diveinn (submarinismo), Trekkinn (montaña), Snowinn (esquí), Bikeinn (ciclismo) y Smashinn (tenis y pádel). A cierre de ese año, Tradeinn registraba una facturación cercana a los 7 millones de euros y un crecimiento anual superior al 100 %.
Durante los años siguientes, la compañía fue ampliando su catálogo de tiendas online. En 2013 lanzó Runnerinn (especializada en running) y poco después Goalinn (fútbol y deportes de equipo), alcanzando las once tiendas operativas. Para entonces ya contaba con más de 500 000 clientes y realizaba envíos a más de 220 países.
En 2015, el grupo lanzó dos nuevas plataformas: Traininn (fitness y entrenamiento) y Dressinn (moda). Ese mismo año cerró con más de 32 millones de euros en ventas anuales.
En 2016, Tradeinn alcanzó los 75 millones de euros en facturación, gestionando más de 500 000 referencias y empleando a cerca de 200 personas. El grupo contaba ya con 13 tiendas y superaba los 2,5 millones de clientes en todo el mundo.
En la década de 2020, Tradeinn consolidó su posición como uno de los principales operadores europeos de e-commerce deportivo. En 2023, cerró con una facturación superior a 500 millones de euros, aumentando un 15 % respecto al año anterior, y en 2024 superó los 555 millones, con un crecimiento del 12 % y un 85 % de las ventas fuera de España.
En abril de 2024, El País destacó a Tradeinn como “el gran zoco digital del material deportivo”, señalando su crecimiento y diversificación en múltiples deportes y mercados internacionales.
En julio de 2025, el fondo estadounidense Apollo Global Management adquirió el 30 % de Tradeinn, anteriormente en manos de Suma Capital, valorando la empresa en más de 700 millones de euros. La operación supuso una nueva etapa de expansión internacional para el grupo.

### Estructura y accionariado
En 2015, el fondo Suma Capital adquirió el 30 % del capital de la compañía. En julio de 2025, el fondo estadounidense Apollo compró esa participación por unos 200 millones de euros, valorando la empresa en más de 700 millones. El fundador, David Martín, continúa siendo el accionista mayoritario y ejerce la dirección ejecutiva.

### Operaciones y expansión
En 2024, Tradeinn cerró con una facturación récord de 555 millones de euros, lo que representó un crecimiento del 12 % respecto al año anterior. Aproximadamente el 85 % de sus ventas se generan en el extranjero.
La empresa cuenta con un centro logístico de 53 000 m² en Celrà, capaz de gestionar más de 150 000 pedidos al día. También ha inaugurado un centro en Pulheim (Alemania), con una capacidad diaria de 2 000 envíos.

### Perspectivas
Tradeinn proyecta superar los 600 millones de euros en facturación para 2025. La empresa ha indicado que usará el respaldo financiero de Apollo para fortalecer su presencia internacional.